# Robert Frohn
Robert Frohn (* 8. Januar 1913 in Neuss am Rhein; † 21. Dezember 1991 in Köln) war ein deutscher Pädagoge, Historiker und Kommunalpolitiker (CDU).

## Leben
Robert Frohn war Mitglied im Bund Neudeutschland seit 1923, von 1930 bis 1932 Gruppenführer in Neuss. Nach dem Abitur 1932 trat er in den Älterenbund über und war dort Gruppenführer in der Studentengruppe Köln. Er war Mitarbeiter an den Zeitschriften »Burg«, »Leuchtturm« und »Werkblätter«.  Nach Kriegsende engagierte er sich beim Aufbau des Älterenbundes in Köln und war Pfalzleiter. Von 1948 bis 1950 war er erster Leiter des Männerrings und von 1959 bis 1962 Präsident der Katholischen Deutschen Akademikerschaft.
Robert Frohn studierte Geschichte (Dr. phil.) an der Universität zu Köln und war Gymnasiallehrer. Von 1953 bis 1975 leitete er als Direktor das Städtische Neusprachliche Gymnasium Köln für Jungen und Mädchen, Schaurtestraße in Köln-Deutz.
1945 war Frohn einer der Wiederbegründer der Christlich Demokratischen Union Deutschlands in Köln und Stadtverordneter der Stadt Köln von 1970 bis 1979. Er war seit 1978 Vorsitzender der Kölner Theatergemeinde. Er hat zahlreiche Artikel, Aufsätze und Bücher zur Geschichte der Stadt Köln publiziert und wurde 1989 Ehrenmitglied des Heimatvereins Alt Köln e.V.
1958 wurde Robert Frohn von Kardinal-Großmeister Nicola Kardinal Canali zum Ritter des Päpstlichen Ritterordens vom Heiligen Grab zu Jerusalem ernannt und am 6. Dezember 1958 in der Ordenskirche St. Andreas-Basilika durch Lorenz Jaeger, Großprior der deutschen Statthalterei, investiert. Zuletzt hatte er den Rang eines Großkreuz-Ritters inne.

## Schriften
- 1958–1961: 6 Bände zu Ausgewählte Quellen Zur Kölner Stadtgeschichte
  - Band 1: Quellen zur Geschichte Kölns in römischer und fränkischer Zeit, J.P. Bachem 1958, zusammen mit Otto Doppelfeld
  - Band 2: Quellen zur Geschichte Kölns im Mittelalter, J.P. Bachem 1958, zusammen mit Herbert Knauf
  - Band 3: Quellen zur Geschichte Kölns in der Neuzeit: 1486-1793, J.P. Bachem 1959, zusammen mit Helmut Lobeck, Arnold Güttsches
  - Band 4: Quellen zur Geschichte Kölns in der Neuzeit: 1794-1918, J.P. Bachem 1960, zusammen mit Konrad Schilling
  - Band 6: Quellen zur Geschichte Kölns in der Neuzeit: 1945-1960, J.P. Bachem 1960, zusammen mit Peter Joseph Hasenberg
- Kölner Tagebuch 1944–1946, Köln 1969
- Köln 1945–1981. Vom Trümmerhaufen zur Millionenstadt. Erlebte Geschichte., Köln 1982
- Illustrierte Geschichte der Stadt Köln (11. Auflage), Bachem Köln 1990, ISBN 3-7616-0973-6 (1. Auflage 1958), zusammen mit Arnold Stelzmann

sowie
- Robert Frohn: Erbe des Abendlandes: Lehrbuch der Geschichte für höhere Schulen. Die Neuzeit (Band 3.1), Schwann Düsseldorf 1952
- Robert Frohn, Eugen Ewig, Anton J. Gail: Erbe des Abendlandes: Lehrbuch der Geschichte für höhere Schulen. Die Neuzeit (Band 3.4), Kösel-Verlag 1953
- Robert Frohn: Erbe des Abendlandes: Lehrbuch der Geschichte für höhere Schulen. Das Abendland (Band 2), Schwann Düsseldorf 1954